# Cymatopus simplex
Cymatopus simplex är en tvåvingeart som beskrevs av Octave Parent 1941. Cymatopus simplex ingår i släktet Cymatopus och familjen styltflugor. Inga underarter finns listade i Catalogue of Life.